# Benjamin Abrahão Botto
Benjamin Abrahão Botto (Zalé, c. 1890 — Itaíba, 7 de maio de 1938) foi um fotógrafo libanês-brasileiro, responsável pelo registro iconográfico do cangaço e de seu líder, Virgulino Ferreira da Silva — o Lampião. Abrahão morreu aos 48 anos, durante o Estado Novo.

## Biografia

### Origem
A fim de fugir à convocação obrigatória do Império Otomano para lutar durante a Primeira Guerra Mundial, migrou para o Brasil em 1915.[carece de fontes?]

### Carreira profissional
Foi comerciante (mascate) de tecidos e miudezas, além de produtos típicos nordestinos, primeiro em Recife, depois para Juazeiro do Norte, com dois burros (Assanhado e Buril) e um cavalo (de nome Sultão), atraído pela grande frequência de romeiros.
Abrahão foi secretário do Padre Cícero e conheceu o cangaceiro Lampião, em 1926, quando este foi até Juazeiro do Norte a fim de receber a bênção do célebre vigário e a patente de capitão, para auxiliar na perseguição da Coluna Prestes. Ambos estiveram na cidade em 1924, mas não se encontraram. A nomeação foi feita a mando do padre pelo funcionário federal Pedro de Albuquerque Uchoa, segundo uma autorização dada ao deputado Floro Bartolomeu pelo próprio presidente Artur Bernardes - ordem que em nada adiantou, pois não foi respeitada nos demais estados, resultando que Lampião e seu bando jamais efetuaram perseguição a Prestes. Em 1929, Abrahão fotografou o líder cangaceiro ao lado do padre.
Após a morte de Padre Cícero, Abrahão solicitou e obteve do Rei do Cangaço a permissão para acompanhar o bando na caatinga e realizar as imagens que o imortalizaram. Para tanto teve a parceria do cearense Ademar Bezerra de Albuquerque, dono da ABAFILM que, além de emprestar os equipamentos, ensinou o fotógrafo seu uso. Por ao menos duas ocasiões esteve junto ao bando, realizando seu mister.
Abrahão teve seus trabalhos apreendidos pela ditadura de Getúlio Vargas, que nele viu um antagonista do regime. Guardada pela família Elihimas, de imigrantes libaneses, em Pernambuco, a película foi analisada pelo Departamento de Imprensa e Propaganda - DIP, um órgão de censura atuante durante o Estado Novo.[carece de fontes?]

### Morte
Morreu após ser agredido com quarenta e duas facadas, crime que pouco foi esclarecido, donde se especula ter sido mais uma das mortes arquitetadas pelo sistema, como outras ocorridas em situação análoga, a exemplo de Horácio de Matos, embora exista a versão de que o fotógrafo sírio-libanês teria sido alvo de roubo, apesar de com este nada de valor haver. Outra versão alega que o assassino, chamado Zé da Rita, o matou por conflitos amorosos com uma mulher. Em 2024, após 86 anos de imprecisão do local específico de sua sepultura, o programa "O Cangaço na Literatura" rastreou, por meio de relatos memorialísticos, a localização da sepultura de Benjamin no Cemitério municipal  de Itaíba, em Pernambuco.

## Filmagens do cangaço

### Incursões à caatinga
O trabalho de fotografia e filmagem de Lampião e seu bando, empreendido por Abrahão, envolveu também a ABA-Film, produtora situada no Ceará, que cedeu treinamento e parte do equipamento necessário ao projeto.[carece de fontes?]
Para a realização das filmagens, Abrahão contou com verdadeiro trabalho de aproximação junto ao bando, que fugia do encalço das forças volantes do Estado. O primeiro encontro veio finalmente a ocorrer em um lugar chamado Bom Nome, onde o cangaceiro, desconfiado, primeiro realizou ele mesmo a filmagem do ex-mascate, em trecho que se perdeu, e só então consentiu ser filmado.[carece de fontes?]
O próprio Lampião assegurou o testemunho, em um bilhete, de que todas as suas imagens eram produto do trabalho de Abrahão.
Nota: foi mantida a grafia utilizada, considerando-se o que Lampião era semi-alfabetizado, tal como se acha transcrita.
| “ | Illmo Sr. Bejamim Abrahão Saudações Venho lhi afirmar que foi a primeira peçoa que conceguiu filmar eu com todos os meus peçoal cangaceiros, filmando assim todos us muvimento da noça vida nas catingas dus sertões nordestinos. Outra peçoa não conciguiu nem conciguirá nem mesmo eu consintirei mais. Sem mais do amigo Capm Virgulino Ferreira da Silva Vulgo Capm Lampião | ” |

Abrahão retorna a Fortaleza, onde este primeiro sucesso permite-lhe obter mais rolos de filmes, e voltar para registrar o cangaceiro e seu bando, sendo que o resultado dessa segunda incursão também se perdeu. Abrahão passou a ser considerado suspeito, pois além das filmagens, enviava matérias aos jornais, relatando suas aventuras - o seu conhecimento do paradeiro do bando era indício por demais forte de seu envolvimento com este.

### Abandono e resgate
Os trabalhos de Abrahão Botto permaneceram esquecidos até serem redescobertos nos anos 1950, quando a Fundação Getúlio Vargas incorporou o acervo do Departamento de Imprensa e Propaganda - DIP.
Em notícia do Correio do Ceará, de 7 de abril de 1937, transcrevia a ordem emanada de Lourival Fontes, diretor do DIP, que por telegrama determinava a apreensão do filme Lampião, que se exibia em Fortaleza, com o seguinte teor:
"Secretário Segurança Publica Estado do Ceará Fortaleza. Tendo chegado ao conhecimento do Departamento Nacional de Propaganda, estar sendo annunciado ou exhibido na capital ou cidades desse Estado, um filme sobre Lampeão, de propriedade de "Aba Filme", com sede á rua Major Facundo, solicito vos digneis providenciar no sentido de ser apprehendido immediatamente o referido filme, com todas suas copias, e respectivo negativo, e remettel-os a esta repartição, devendo ser evitado seja o mesmo negociado com terceiros e enviado para fora do paiz. Attenciosos cumprimentos. Lourival Fontes, director do Departamento Nacional de Propaganda do Ministério da Justiça."
Em 1996, a atribulada vida do fotógrafo foi o tema do filme Baile Perfumado, dirigido por Paulo Caldas e Lírio Ferreira, sobre roteiro de ambos e Hilton Lacerda.
No ano 2000, foi objeto de várias exposições, em Paris, São Paulo e Rio de Janeiro.

### Crítica histórica
A historiadora francesa Élise Jasmin (n. 1966), que realizou uma mostra na França das imagens do Cangaço por Abrahão Botto, fruto de seus trabalhos de pesquisa, declarou em entrevista que "Estas imagens dos bandidos no auge de sua glória e poder, ao lado das fotos com o jogo cênico de suas mortes, fazem parte desta espetacularização da violência que encontramos nas sociedades modernas (…)" - e aludindo que havia por trás do trabalho de Abrahão uma intenção por parte do cangaceiro em "…desafiar seus adversários, impor seu poder e mostrar que seu sistema de valores, a vida que levavam, tinha um sentido para eles." - fato refutado por Urariano Mota, para quem "As lentes de Benjamin Abrahão, que os filmou, é que fazem o espetacular".
A constatação original da pesquisadora francesa, entretanto, persiste, sobre o uso da imagem feita por Lampião: "foi o primeiro cangaceiro a cuidar de sua imagem, e aí reside sua grande originalidade. Teatralizou sua vida, utilizou modos de comunicação da modernidade que não faziam parte de sua cultura original, principalmente a imprensa e a fotografia"

## Galeria de Imagens

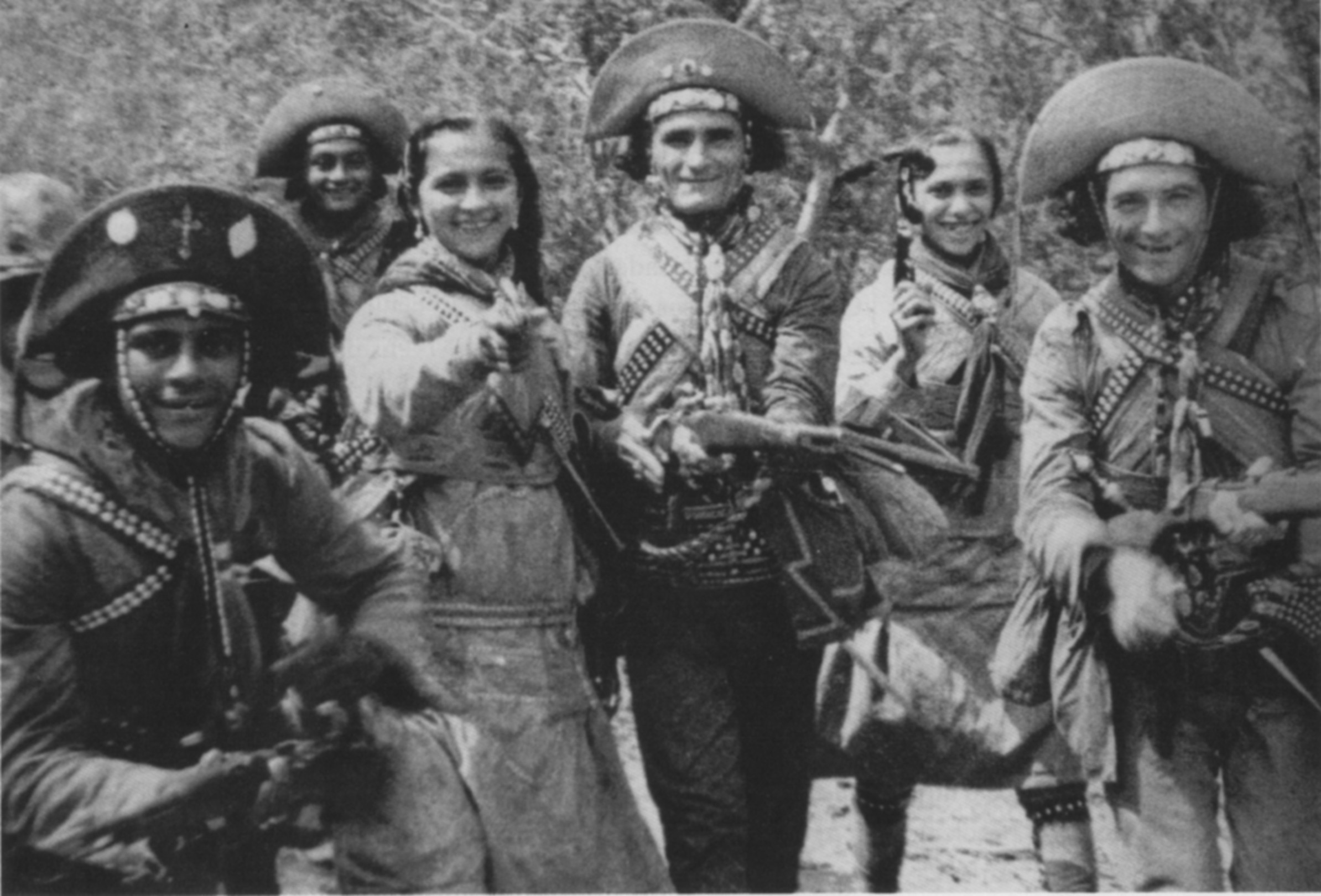
Casais: Virgínio (apelido:Moderno) & Durvinha, Luis Pedro & Nenê
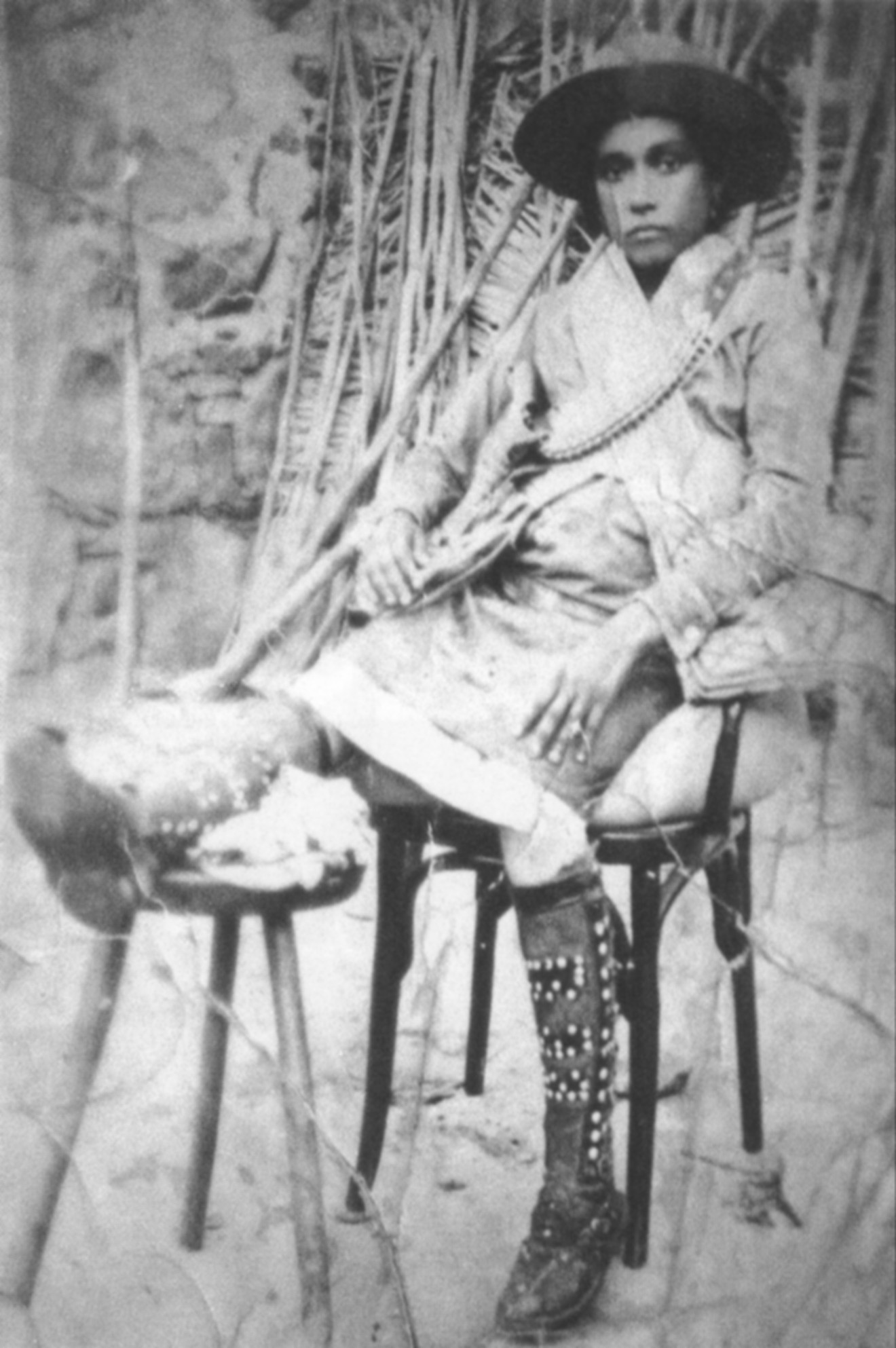
Inácia Maria das Dores (Inacinha), mulher do cangaceiro Gato, baleada e sob custódia da Volante do Tenente João Bezerra.
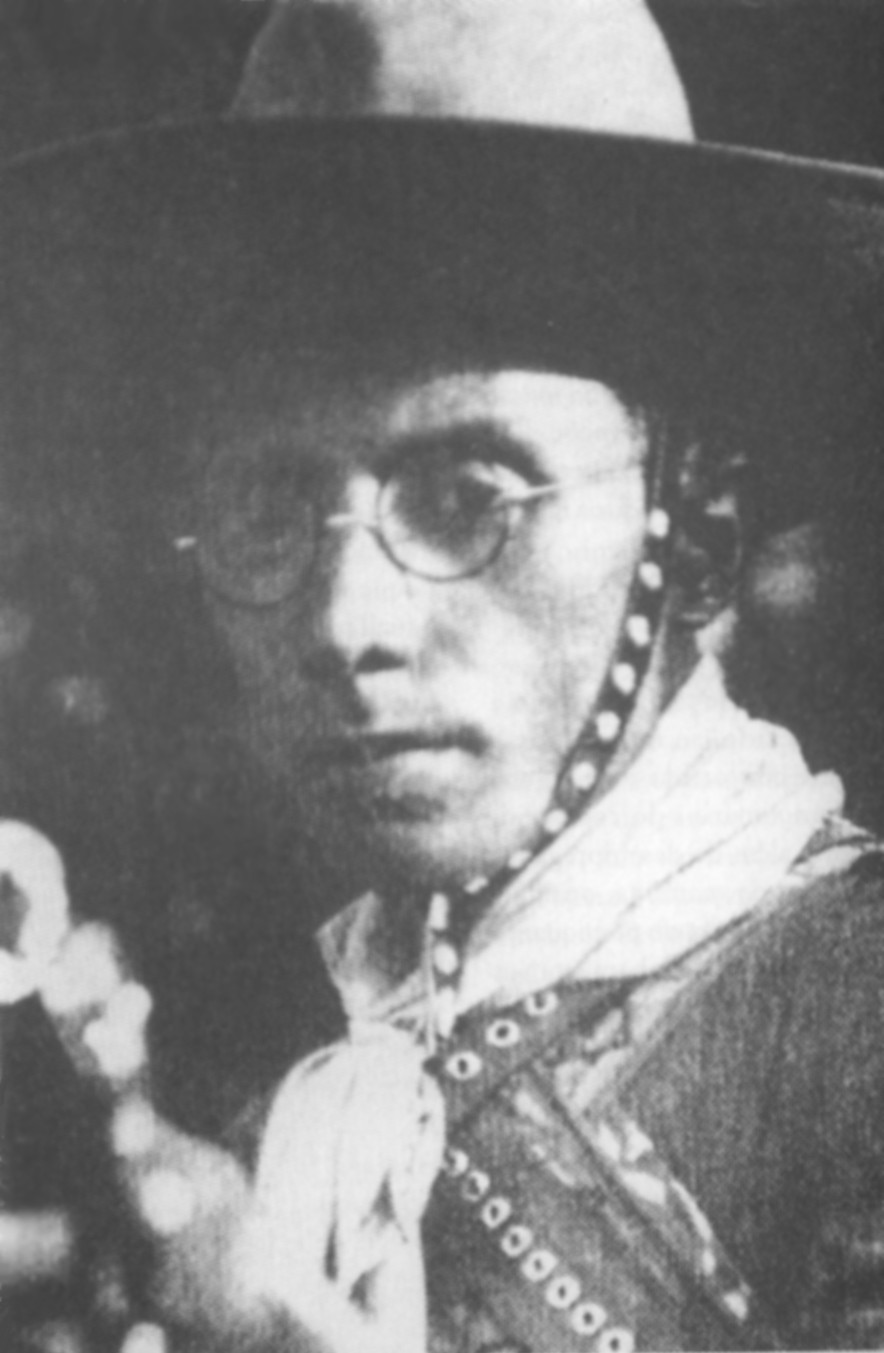
Virgulino Ferreira da Silva, Lampião.
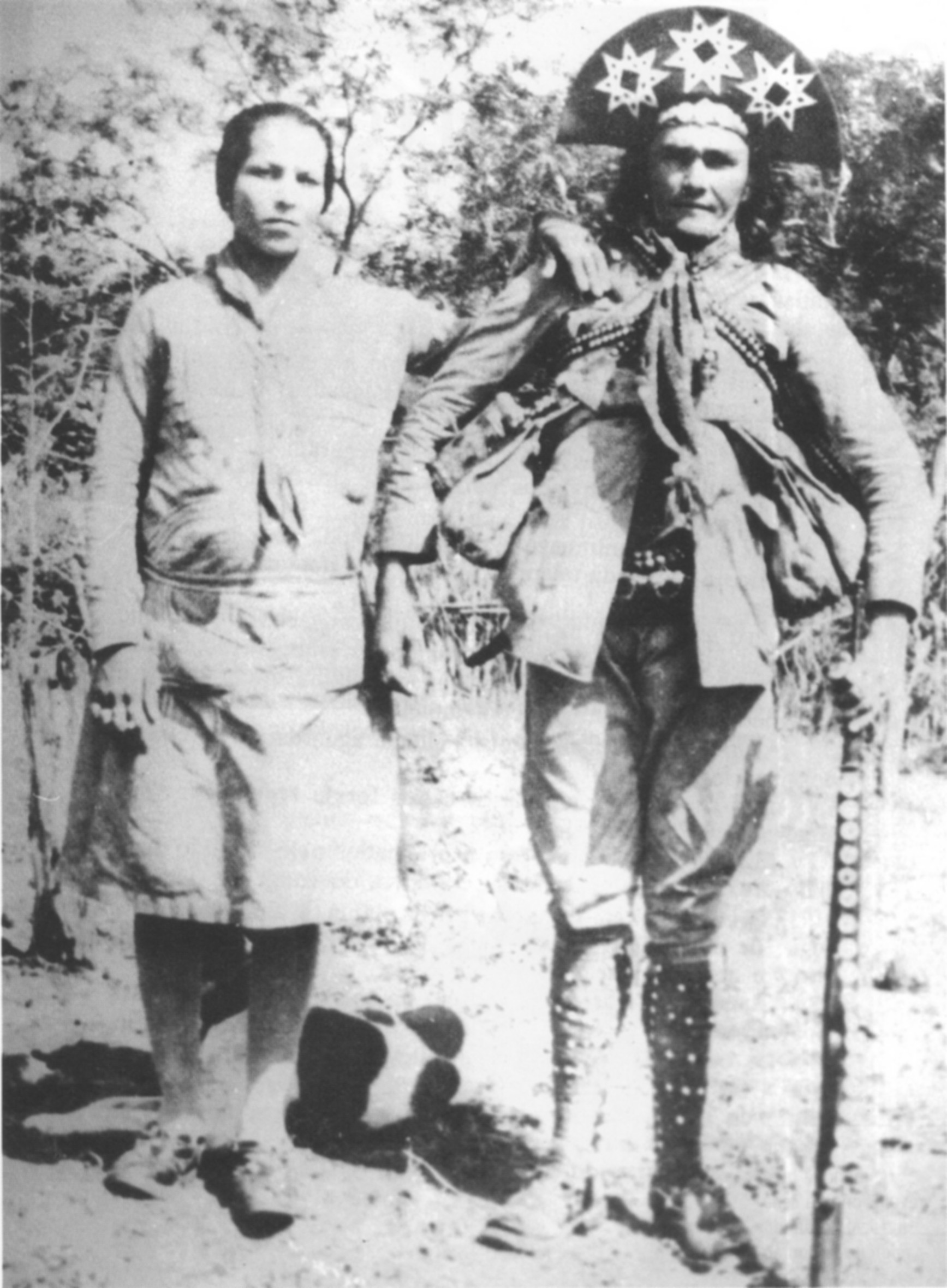
Dadá e Corisco
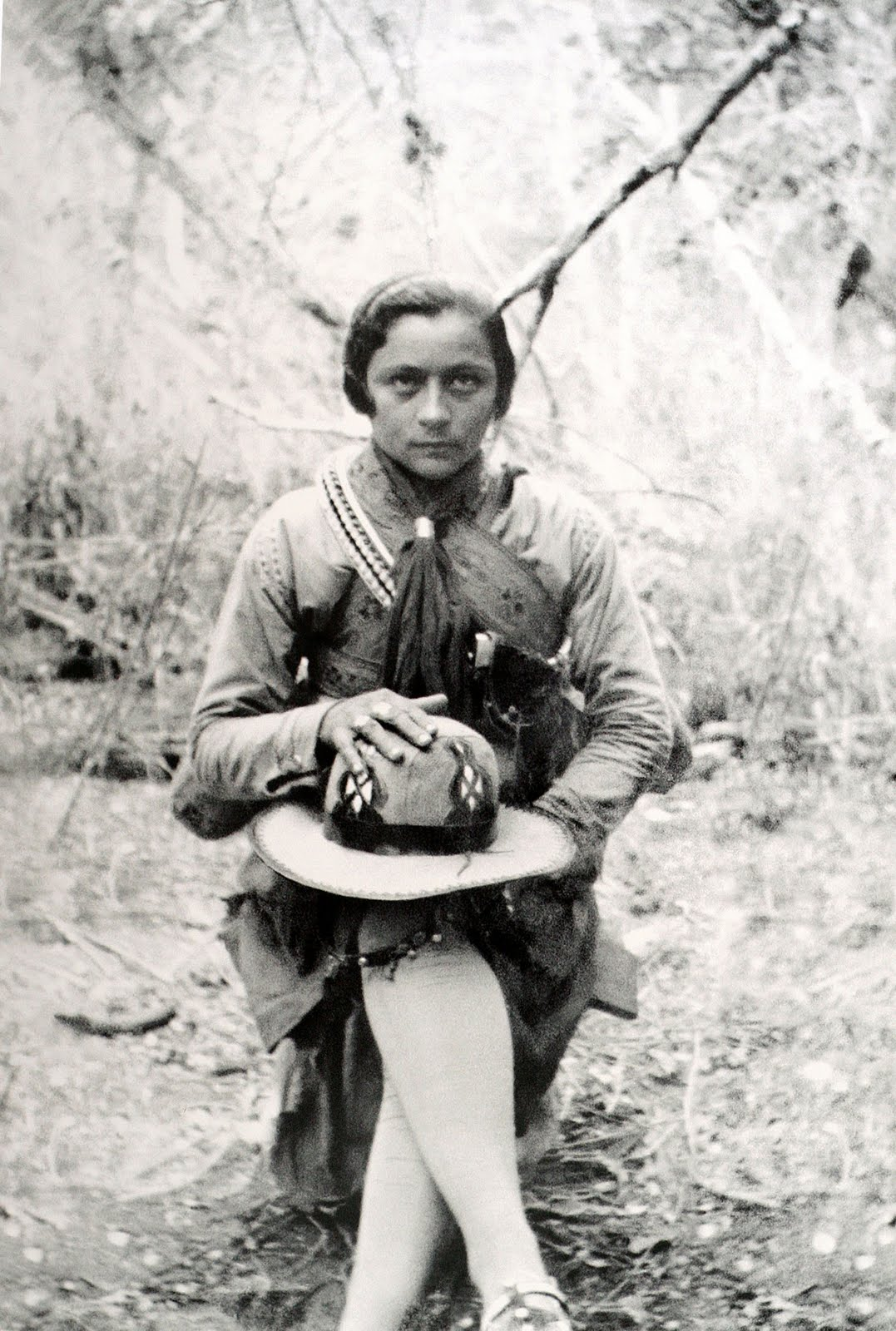
Maria Bonita
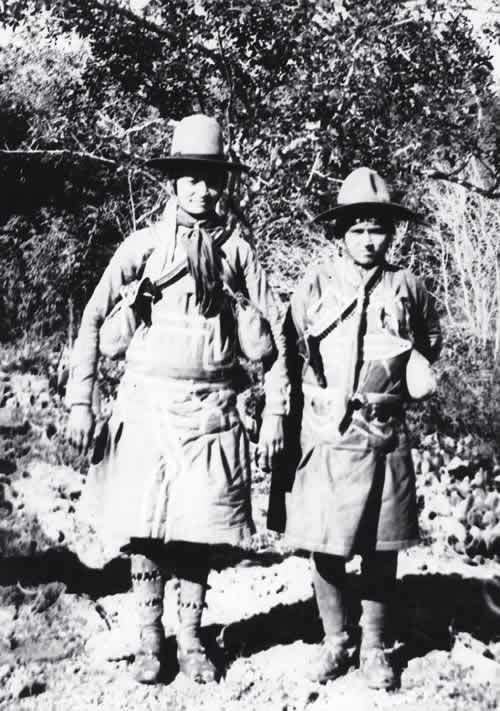
Da esquerda para direita, Moça , mulher do cangaceiro Cirilo, e Inacinha, mulher do cangaceiro Gato
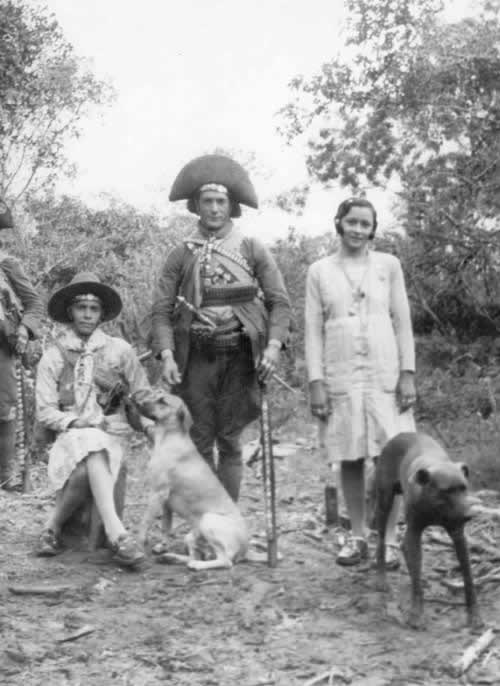
Nenê (sentada), seu marido Luis Pedro e Maria Bonita, junto dos cães Guarani e Ligeiro.
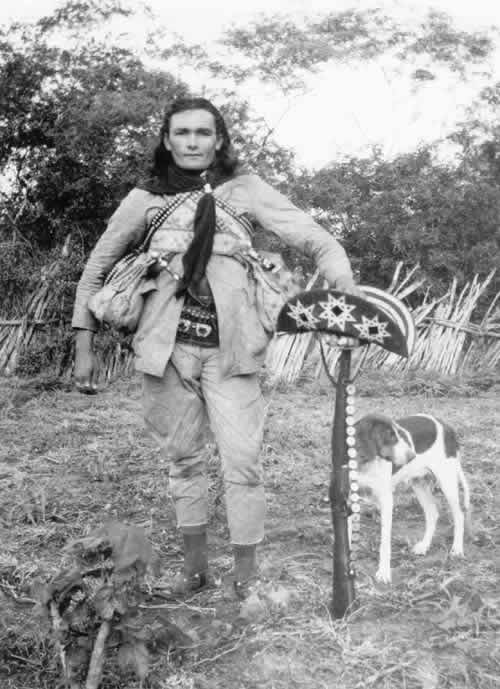
Corisco